# Inno Setup
Inno Setup – bezpłatny program do tworzenia instalatorów rozwijany przez Jordana Russella. Został stworzony w środowisku Delphi.
Umożliwia tworzenie indywidualnych instalatorów do programów działających w systemach Microsoft Windows, również aplikacji 64-bitowych. Procedurę instalacyjną oraz potrzebne pliki zapisuje w obrębie jednego pliku .exe, a do kompresji danych wykorzystuje algorytmy BZIP2 i LZMA. Użytkownikowi pozostawia możliwość określenia dodatkowych opcji instalacji (wybór między instalacją pełną, minimalną a niestandardową), automatycznego utworzenia ikon (na pulpicie czy w menu Start) oraz późniejszej dezinstalacji oprogramowania.
Instalator stworzony przy użyciu Inno Setup może pracować z rejestrem oraz bibliotekami i czcionkami, a także porównywać wersje aplikacji. Dzięki zastosowaniu środowiska skryptowego opartego na Pascalu możliwe jest precyzyjne określenie przebiegu instalacji i dostosowanie go do poszczególnych typów oprogramowania. Dostępne są również opcje ochrony hasłem i szyfrowania.
Jest jednym z najczęściej używanych programów do tworzenia instalatorów i stanowi alternatywę dla płatnych narzędzi typu InstallShield.